# Perach
Perach is een plaats en gemeente in de Duitse deelstaat Beieren, en maakt deel uit van het Landkreis Altötting.
Perach telt 1.289 inwoners.
Altötting ·
Burghausen ·
Burgkirchen an der Alz ·
Emmerting ·
Erlbach ·
Feichten an der Alz ·
Garching an der Alz ·
Haiming ·
Halsbach ·
Kastl ·
Kirchweidach ·
Marktl ·
Mehring ·
Neuötting ·
Perach ·
Pleiskirchen ·
Reischach ·
Stammham ·
Teising ·
Töging am Inn ·
Tüßling ·
Tyrlaching ·
Unterneukirchen ·
Winhöring